# Senargent-Mignafans
Senargent-Mignafans là một xã ở tỉnh Haute-Saône trong vùng Bourgogne-Franche-Comté phía đông nước Pháp.